# ملعب تشرين
ملعب تشرين هو ملعب كرة قدم سوري، تأسس في عام 1990، ويستخدمه حاليا نادي الوحدة كملعب أساسي في مبارياته في الدوري السوري الممتاز.